# Gräsänkor på skandalsemester
Gräsänkor på skandalsemester är en svensk pornografisk film från 1980.

## Rollista
- Dominique Saint Claire som Barbro
- Marie Bergman som Ulla
- Anders Carlson som Carlos
- Suzanne Carlson som Anita
- Agneta Charvey som Dolores
- Nicole Cooper som Diana
- Tape Drukman som A police man
- Patty Ekman som Duchess Luiza
- Jacques Gateau som Prince Alfons
- Paul Henderson som John
- Ulf Höglund som Rodriguez
- Paul Jansson som General Charles
- Ingrid Josephsson som Princess Chabrol
- Cathy Kristiansson som Marilyn
- Björn Martinsson som Jan-Olof
- Diane Mercier som Conquita (as Nadia Mercier)
- Sven Molin som Fabricio
- Johan Petersson som Clive
- Carmelo Petix som Florence
- Allen Plummer som Chief inspector
- Gabriel Pontello som Pierre
- Peter Reuterhal som Peter
- Guy Royer som Aristotel
- Carlo Sartorio som Ettore
- Birgitta Svensson som Baroness Matilda
- Olex Tomasevsky som Jean-Marie
- Lennart Wenström som Evert